# Kasarinjärvi
Kasarinjärvi är en sjö i kommunen Villmanstrand i landskapet Södra Karelen i Finland. Arean är 37 hektar och strandlinjen är 3,75 kilometer lång. Sjön  ingår i Urpalanjokis huvudavrinningsområde.   Den ligger omkring 37 kilometer sydväst om Villmanstrand och omkring 170 kilometer öster om Helsingfors. 